# Émile Picot
August-Émile Picot (1844-1918) fue un escritor, profesor, diplomático, historiador y académico francés.

## Biografía
Nacido en 13 o el 23 de septiembre de 1844 en París, tras finalizar sus estudios de Derecho se matriculó como abogado en prácticas en el Colegio de Abogados de París, cuando el príncipe Carol, convertido en domn de Rumanía, le ofreció el cargo de secretario. Al llegar a Bucarest, ocupó este puesto de confianza desde el 1 de septiembre de 1866 hasta diciembre de 1867. Al regresar a París, en 1869 fue nombrado vicecónsul de Francia en Timișoara. En 1875 se le asignó la tarea de impartir un curso de lengua y literatura rumanas en la Escuela de Lenguas Orientales de París. En 1888 fue nombrado profesor titular de la misma escuela. Desde 1879 fue miembro de la Academia Rumana. Picot, que a comienzos del siglo XX fue alcalde de Saint-Martin d'Écublei, falleció en septiembre de 1918.
Entre sus publicaciones se encontraron textos como La question des Israèlites roumains an point de vne du droit (1868), Les Serbes de Hongrie (1873-1874), Documents pour servir à l'ėtude des dialectes ronmains (1873), Les Roumains de la Macedoine (1875), Alexandre le Bon, prince de Moldavie en colaboración con G. Bengescu (1882) y Chants populaires des Roumains de Serbie (1889), entre otras obras de carácter literario e histórico.